# Річард Норман Манчестер
Річард Норман (Дік) Манчестер (англ. Richard Norman (Dick) Manchester; нар. 5 червня 1942) — австралійський учений, член Академії наук Австралії з 1989 року, відомий своїми дослідженнями радіопульсарів.

## Біографія

### Ранні роки
Дік Манчестер народився 5 червня 1942 року у Греймуті, на західному березі Нової Зеландії. Дитинство Діка пройшло в маленькому місті Вайматі (Waimate) у Південному Кентербері, на східному березі Південного острова, де Дік закінчив початкову та середню школу. Він зберігає новозеландське громадянство, але нещодавно, оскільки стало можливим подвійне громадянство, став і громадянином Австралії.
У 1960 році Дік вступив до Університету Кентербері у Крайстчерчі за технічною спеціальністю, отримавши стипендію Пошти Нової Зеландії. Через рік Манчестер перевівся на фізичну спеціальність і змушений був повернути отримані гроші Пошті, але не помилився: вже у 1962 році блискучий студент отримав премію Гайдона Університету Кентербері, у 1963 році отримав додаткову стипендію як один з найкращих студентів університету. У 1964 році Дік здобув ступінь бакалавра з відзнакою з фізики і продовжив освіту в аспірантурі Університету, приєднавшись до групи доктора Кліфтона Дарфілда Елльєтта (Clifton Darfield Ellyett), який займалася дослідженнями іоносфери. У лютому 1965 року Елльєтта запросив на професорську посаду Ньюкаслський університет в Австралії, і Елльєтт забрав із собою п'ятьох членів групи, включно з Діком. У Ньюкаслі Манчестер познайомився з Барбарою Ніколсон (Barbara A Nicholson), згодом бакалавром з відзнакою з математики та магістром з теоретичної фізики. Вони одружилися у лютому 1967 року та мають трьох дітей.
В Австралії Дік зайнявся геомагнітними мікропульсаціями (geomagnetic micropulsations) — флуктуаціями магнітного поля Землі із частотою близько одного Герца. Розробивши оригінальну теорію, що вони викликаються обуреннями від сонячного вітру у зовнішній магнітосфері Землі, які потім спускаються через авроральні зони магнітного поля до поверхні та далі розповсюджуються в екваторіальні області планети через хвилевідний шар F2 іоносфери, він переконав Ньюкаслський університет розгорнути Гобарта (Hobart) і Ньюкасла, і за результатами вимірів показав, що швидкість розповсюдження цих мікропульсацій на північ відповідає швидкості Альфвена цього шару та корелює з f0F2 — критичною частотою шару F2, таким чином довівши свою теорію. У 1969 році Дік отримав ступінь доктора філософії з фізики від Ньюкаслського університету .

### Початок захоплення радіоастрономією
Наприкінці аспірантури Дік вирішив зайнятися радіоастрономією, яка у той час бурхливо розвивалася, інтерес до якої підігрівав у ньому його дядько-радіоінженер. У листопаді 1967 року він разом із дружиною здійснив візит Джону Болтону з Обсерваторії Паркса, який, хоч і не був особливо вражений, все ж таки запропонував Діку роботу в Обсерваторії. Умовою був обмін досвідом: у той момент Обсерваторія чекала на прибуття першого замовленого для неї комп'ютера, PDP-9, і в обмін на навчання радіоастрономії Дік мав програмувати його. Дік і Барбара переїхали у Паркс у лютому 1968 року, а комп'ютер прибув у квітні 1969 року, і першими завданнями Діка стали асемблерні програми для зняття та обробки даних з радіотелескопа.
Хоча Дік був присутній у контрольному центрі радіотелескопа 8 березня 1968 року, коли були проведені перші записи радіовипромінювання пульсарів у Парксі, він не займався пульсарами до лютого 1969 року, коли Дік почав допомагати Радхакрішнану у спостереженнях пульсара Вела, які вели сучасної моделі пульсара та знайшли перший виявлений глітч.
У липні 1969 року Дік став постдоком Національної радіоастрономічної обсерваторії у Шарлотсвіллі, штат Віргінія, США, де протягом двох років здійснював програму масштабного дослідження поляризації випромінювання пульсарів і проявів у ній ефекту Фарадея. Під час цих досліджень він познайомився з Джозефом Тейлором і Річардом Г'югеніном, які у той час працювали в Університеті Массачусетсу в Армгерсті, у 1971 році Діка запросили туди, де він працював до 1974 року.

### Кар'єра в CSIRO
У 1974 році Дік повернувся до Австралії на посаду старшого наукового співробітника (Senior Research Scientist) Відділення радіофізики Державного об'єднання наукових і прикладних досліджень (Commonwealth Scientific and Industrial Research Organisation, CSIRO) в Еппінгу (Epping). Невдовзі після повернення він закінчує спільно з Тейлором першу у світі монографію про пульсари «Пульсари» («Pulsars»), яка вийшла у 1977 році та досі часто цитується.
З 1980 до 1987 рік Дік був главою Астрофізичної групи Відділення радіофізики. У 1989 році його обрали членом Австралійської академії наук й отримує посаду головного наукового співробітника (Chief Research Scientist) в Австралійському національному агентстві телескопічних спостережень, CSIRO. У ці роки він активно розвиває міжнародне співробітництво в галузі астрофізики пульсарів із Китаєм. У 1997—2000 роках Дік був ад'юнкт-професором Школи фізики Університету Мельбурна. З 1997 року Манчестер є запрошеним професором Пекінського університету, з 2001 року — запрошеним професором Університету Сіднея, з 2002 року — почесним професором Національних астрономічних обсерваторій Китаю.

### Робота у відставці
З 2008 року Манчестер офіційно пішов у відставку з CSIRO, але продовжував брати активну участь у дослідженнях. У 2009 році він виступив запрошеним доповідачем про пошук гравітаційних хвиль через таймінг пульсарів на конференції MG12 у Парижі. У 2009—2012 роках Манчестер був президентом 31 комісії «Час» Міжнародного астрономічного союзу, потім з 2013 до 2015 року входив там же до робочої групи з перевизначення UTC.

## Наукова робота
Основні наукові здобутки Манчестера пов'язані з вивченням пульсарів. Він у співавторстві з Тейлором написав першу у світі монографію про пульсари «Пульсари» («Pulsars»), яка вийшла у 1977 році. Разом з Ендрю Ліном у 1988 році він опублікував важливу роботу з поляризації радіовипромінювання пульсарів, на основі якої надалі у 2006 році склали карту магнітного поля Галактики. З кінця 2000-х років Манчестер входить до колаборації Fermi, вивчаючи гамма-випромінювання пульсарів. Також група Діка Манчестера з 1988 року спостерігає залишок наднової SNR 1987A у радіодіапазоні, досліджуючи його взаємодію з міжзоряним середовищем.
Разом з Ліном Манчестер також був одним з організаторів серії найуспішніших оглядів неба з метою пошуків пульсарів, які проводилися на радіотелескопі Паркса, протягом яких було відкрито більше тисячі пульсарів — більш ніж удвічі більше, ніж на решті радіотелескопів світу разом узятих. У 2003 році знайшли перший подвійний пульсар PSR J0737-3039A/B, обидві компоненти якого є пульсарами. Цей пульсар настільки тісний з орбітальним періодом всього 2,4 години, що протягом трьох років спостережень він дав підтвердження величини ефектів загальної теорії відносності з точністю 0,05 %. Група Діка Манчестера також створила та з 2005 року забезпечує роботу вебкаталогу пульсарів Australia Telescope National Facility Pulsar Catalogue, а також є розробником програмного забезпечення для пошуку та таймінгу пульсарів. З 2003 року Манчестер займається великим проєктом прецизійного таймінгу мілісекундних пульсарів для пошуку гравітаційних хвиль низької частоти.
Перу Манчестера зі співавторами належать понад 360 наукових статей у наукових журналах, які мають понад 15000 цитувань — у 2002 році він став членом-засновником Зали слави високоцитованих дослідників Інституту наукової інформації (англ. ISI Highly Cited Researchers, Inaugural Member).

## Визнання
Членство у професійних організаціях
- Член CSIRO, 2007
- Почесний член Королівського товариства Нової Зеландії, 1997
- Член Австралійської академії наук, 1989

Премії
- Премія CSIRO за наукові досягнення щодо сукупності заслуг (англ. CSIRO's Lifetime Achievement Award), 2007

## Основні праці
Монографія
- Р. Манчестер, Дж. Тейлор. Пульсары. — М. : Мир, 1980.

Полювання за пульсарами
- Hobbs G. B., Edwards R. T., Manchester R. N.. TEMPO2, a new pulsar-timing package — I. An overview // Monthly Notices of the RAS. — 2006. — Vol. 369 (25 March). — P. 655—672. — arXiv:astro-ph/0603381. — Bibcode:2006MNRAS.369..655H. — DOI:10.1111/j.1365-2966.2006.10302.x.
- Edwards R. T., Hobbs G. B., Manchester R. N.. TEMPO2, a new pulsar timing package — II. The timing model and precision estimates // Monthly Notices of the RAS. — 2006. — Vol. 372 (25 March). — P. 1549—1574. — arXiv:astro-ph/0607664. — Bibcode:2006MNRAS.372.1549E. — DOI:10.1111/j.1365-2966.2006.10870.x.
- Manchester R. N., Hobbs G., Bailes M., Coles W. A., van Straten W., Keith M. J., Shannon R. M., Bhat N. D. R., Brown A., Burke-Spolaor S. G., Champion D. J., Chaudhary A., Edwards R. T., Hampson G., Hotan A. W., Jameson A., Jenet F. A., Kesteven M. J., Khoo J., Kocz J., Maciesiak K., Oslowski S., Ravi V., Reynolds J. R., Sarkissian J. M., Verbiest J. P. W., Wen Z. L., Wilson W. E., Yardley D., Yan W. M., You X. P.. The Parkes Pulsar Timing Array Project // Publications of the Astron. Soc. of Australia. — 2013. — Vol. 30 (25 March). — P. e017. — arXiv:1210.6130. — Bibcode:2013PASA…30…17M. — DOI:10.1017/pasa.2012.017.

Випромінення пульсарів
- Lyne A. G., Manchester R. N.. The shape of pulsar radio beams // Monthly Notices of the RAS. — 1988. — Vol. 234 (25 March). — P. 477—508. — Bibcode:1988MNRAS.234..477L. — DOI:10.1093/mnras/234.3.477.
- McLaughlin M. A., Lyne A. G., Lorimer D. R., Kramer M., Faulkner A. J., Manchester R. N., Cordes J. M., Camilo F., Possenti A., Stairs I. H., Hobbs G., D'Amico N., Burgay M., O'Brien J. T.. Transient radio bursts from rotating neutron stars // Nature. — 2006. — Vol. 439 (25 March). — P. 817—820. — arXiv:astro-ph/0511587. — Bibcode:2006Natur.439..817M. — DOI:10.1038/nature04440.
- Han J. L., Manchester R. N., Lyne A. G., Qiao G. J., van Straten W.. Pulsar Rotation Measures and the Large-Scale Structure of the Galactic Magnetic Field // The Astrophysical Journal. — IOP Publishing, 2006. — Vol. 642 (25 March). — P. 868—881. — arXiv:astro-ph/0601357. — Bibcode:2006ApJ…642..868H. — DOI:10.1086/501444.
- Verbiest J. P. W., Bailes M., van Straten W., Hobbs G. B., Edwards R. T., Manchester R. N., Bhat N. D. R., Sarkissian J. M., Jacoby B. A., Kulkarni S. R.. Precision Timing of PSR J0437-4715: An Accurate Pulsar Distance, a High Pulsar Mass, and a Limit on the Variation of Newton's Gravitational Constant // The Astrophysical Journal. — IOP Publishing, 2008. — Vol. 679 (25 March). — P. 675—680. — arXiv:0801.2589. — Bibcode:2008ApJ…679..675V. — DOI:10.1086/529576.
- Abbott B. P., Abbott R., Acernese F., Adhikari R., Ajith P., Allen B., Allen G., Alshourbagy M., Amin R. S., Anderson S. B., et al.. Searches for Gravitational Waves from Known Pulsars with Science Run 5 LIGO Data // The Astrophysical Journal. — IOP Publishing, 2010. — Vol. 713 (25 March). — P. 671—685. — arXiv:0909.3583. — Bibcode:2010ApJ…713..671A. — DOI:10.1088/0004-637X/713/1/671.

Подвійний пульсар
- Burgay M., D'Amico N., Possenti A., Manchester R. N., Lyne A. G., Joshi B. C., McLaughlin M. A., Kramer M., Sarkissian J. M., Camilo F., Kalogera V., Kim C., Lorimer D. R.. An increased estimate of the merger rate of double neutron stars from observations of a highly relativistic system // Nature. — 2003. — Vol. 426 (25 March). — P. 531—533. — arXiv:astro-ph/0312071. — Bibcode:2003Natur.426..531B. — DOI:10.1038/nature02124.
- Lyne A. G., Burgay M., Kramer M., Possenti A., Manchester R. N., Camilo F., McLaughlin M. A., Lorimer D. R., D'Amico N., Joshi B. C., Reynolds J., Freire P. C. C.. A Double-Pulsar System: A Rare Laboratory for Relativistic Gravity and Plasma Physics // Science. — 2004. — Vol. 303 (25 March). — P. 1153—1157. — arXiv:astro-ph/0401086. — Bibcode:2004Sci…303.1153L. — DOI:10.1126/science.1094645.
- Kramer M., Stairs I. H., Manchester R. N., McLaughlin M. A., Lyne A. G., Ferdman R. D., Burgay M., Lorimer D. R., Possenti A., D'Amico N., Sarkissian J. M., Hobbs G. B., Reynolds J. E., Freire P. C. C., Camilo F.. Tests of General Relativity from Timing the Double Pulsar // Science. — 2006. — Vol. 314 (25 March). — P. 97—102. — arXiv:astro-ph/0609417. — Bibcode:2006Sci…314…97K. — DOI:10.1126/science.1132305.

Прецизійний таймінг пульсарів і пошук гравітаційних хвиль
- Jenet F. A., Hobbs G. B., van Straten W., Manchester R. N., Bailes M., Verbiest J. P. W., Edwards R. T., Hotan A. W., Sarkissian J. M., Ord S. M.. Upper Bounds on the Low-Frequency Stochastic Gravitational Wave Background from Pulsar Timing Observations: Current Limits and Future Prospects // The Astrophysical Journal. — IOP Publishing, 2006. — Vol. 653 (25 March). — P. 1571—1576. — arXiv:astro-ph/0609013. — Bibcode:2006ApJ…653.1571J. — DOI:10.1086/508702.
- Verbiest J. P. W., Bailes M., Coles W. A., Hobbs G. B., van Straten W., Champion D. J., Jenet F. A., Manchester R. N., Bhat N. D. R., Sarkissian J. M., Yardley D., Burke-Spolaor S., Hotan A. W., You X. P.. Timing stability of millisecond pulsars and prospects for gravitational-wave detection // Monthly Notices of the RAS. — 2009. — Vol. 400 (25 March). — P. 951—968. — arXiv:0908.0244. — Bibcode:2009MNRAS.400..951V. — DOI:10.1111/j.1365-2966.2009.15508.x.
- Hobbs G., Archibald A., Arzoumanian Z., Backer D., Bailes M., Bhat N. D. R., Burgay M., Burke-Spolaor S., Champion D., Cognard I., Coles W., Cordes J., Demorest P., Desvignes G., Ferdman R. D., Finn L., Freire P., Gonzalez M., Hessels J., Hotan A., Janssen G., Jenet F., Jessner A., Jordan C., Kaspi V., Kramer M., Kondratiev V., Lazio J., Lazaridis K., Lee K. J., Levin Y., Lommen A., Lorimer D., Lynch R., Lyne A., Manchester R., McLaughlin M., Nice D., Oslowski S., Pilia M., Possenti A., Purver M., Ransom S., Reynolds J., Sanidas S., Sarkissian J., Sesana A., Shannon R., Siemens X., Stairs I., Stappers B., Stinebring D., Theureau G., van Haasteren R., van Straten W., Verbiest J. P. W., Yardley D. R. B., You X. P.. The International Pulsar Timing Array project: using pulsars as a gravitational wave detector // Classical and Quantum Gravity. — 2010. — Vol. 27, no. 8 (25 March). — P. 084013. — arXiv:0911.5206. — Bibcode:2010CQGra..27h4013H. — DOI:10.1088/0264-9381/27/8/084013.
- Shannon R. M., Ravi V., Coles W. A., Hobbs G., Keith M. J., Manchester R. N., Wyithe J. S. B., Bailes M., Bhat N. D. R., Burke-Spolaor S., Khoo J., Levin Y., Oslowski S., Sarkissian J. M., van Straten W., Verbiest J. P. W., Wang J.-B.. Gravitational-wave limits from pulsar timing constrain supermassive black hole evolution // Science. — 2013. — Vol. 342 (25 March). — P. 334—337. — arXiv:1310.4569. — Bibcode:2013Sci…342..334S.
- Shannon R. M., Ravi V., Lentati L. T., Lasky P. D., Hobbs G., Kerr M., Manchester R. N., Coles W. A., Levin Y., Bailes M., Bhat N. D. R., Burke-Spolaor S., Dai S., Keith M. J., Osłowski S., Reardon D. J., van Straten W., Toomey L., Wang J.-B., Wen L., Wyithe J. S. B., Zhu X.-J.. Gravitational waves from binary supermassive black holes missing in pulsar observations // Science. — 2015. — Vol. 349 (25 March). — P. 1522—1525. — arXiv:1509.07320. — Bibcode:2015Sci…349.1522S. — DOI:10.1126/science.aab1910.

Колаборація Fermi — гамма-випромінювання пульсарів
- Abdo A. A., Ackermann M., Ajello M., Atwood W. B., Axelsson M., Baldini L., Ballet J., Barbiellini G., Baring M. G., Bastieri D., Baughman B. M., Bechtol K., Bellazzini R., Berenji B., Bignami G. F., Blandford R. D., Bloom E. D., Bonamente E., Borgland A. W., Bregeon J., Brez A., Brigida M., Bruel P., Burnett T. H., Caliandro G. A., Cameron R. A., Camilo F., Caraveo P. A., Carlson P., Casandjian J. M., Cecchi C., Çelik Ö., Charles E., Chekhtman A., Cheung C. C., Chiang J., Ciprini S., Claus R., Cognard I., Cohen-Tanugi J., Cominsky L. R., Conrad J., Corbet R., Cutini S., Dermer C. D., Desvignes G., de Angelis A., de Luca A., de Palma F., Digel S. W., Dormody M., do Couto e Silva E., Drell P. S., Dubois R., Dumora D., Edmonds Y., Farnier C., Favuzzi C., Fegan S. J., Focke W. B., Frailis M., Freire P. C. C., Fukazawa Y., Funk S., Fusco P., Gargano F., Gasparrini D., Gehrels N., Germani S., Giebels B., Giglietto N., Giordano F., Glanzman T., Godfrey G., Grenier I. A., Grondin M. H., Grove J. E., Guillemot L., Guiriec S., Hanabata Y., Harding A. K., Hayashida M., Hays E., Hobbs G., Hughes R. E., Jóhannesson G., Johnson A. S., Johnson R. P., Johnson T. J., Johnson W. N., Johnston S., Kamae T., Katagiri H., Kataoka J., Kawai N., Kerr M., Knödlseder J., Kocian M. L., Kramer M., Kuss M., Lande J., Latronico L., Lemoine-Goumard M., Longo F., Loparco F., Lott B., Lovellette M. N., Lubrano P., Madejski G. M., Makeev A., Manchester R. N., Marelli M., Mazziotta M. N., McConville W., McEnery J. E., McLaughlin M. A., Meurer C., Michelson P. F., Mitthumsiri W., Mizuno T., Moiseev A. A., Monte C., Monzani M. E., Morselli A., Moskalenko I. V., Murgia S., Nolan P. L., Norris J. P., Nuss E., Ohsugi T., Omodei N., Orlando E., Ormes J. F., Paneque D., Panetta J. H., Parent D., Pelassa V., Pepe M., Pesce-Rollins M., Piron F., Porter T. A., Rainò S., Rando R., Ransom S. M., Ray P. S., Razzano M., Rea N., Reimer A., Reimer O., Reposeur T., Ritz S., Rochester L. S., Rodriguez A. Y., Romani R. W., Roth M., Ryde F., Sadrozinski H. F. W., Sanchez D., Sander A., Saz Parkinson P. M., Scargle J. D., Schalk T. L., Sgrò C., Siskind E. J., Smith D. A., Smith P. D., Spandre G., Spinelli P., Stappers B. W., Starck J. L., Striani E., Strickman M. S., Suson D. J., Tajima H., Takahashi H., Tanaka T., Thayer J. B., Thayer J. G., Theureau G., Thompson D. J., Thorsett S. E., Tibaldo L., Torres D. F., Tosti G., Tramacere A., Uchiyama Y., Usher T. L., Van Etten A., Vasileiou V., Venter C., Vilchez N., Vitale V., Waite A. P., Wallace E., Wang P., Watters K., Webb N., Weltevrede P., Winer B. L., Wood K. S., Ylinen T., Ziegler M.. A Population of Gamma-Ray Millisecond Pulsars Seen with the Fermi Large Area Telescope // Science. — 2009. — Vol. 325 (25 March). — P. 848. — Bibcode:2009Sci…325..848A. — DOI:10.1126/science.1176113.
- Fermi collaboration. Fermi Large Area Telescope Observations of the Vela Pulsar // The Astrophysical Journal. — IOP Publishing, 2009. — Vol. 696 (25 March). — P. 1084—1093. — arXiv:0812.2960. — Bibcode:2009ApJ…696.1084A. — DOI:10.1088/0004-637X/696/2/1084.
- Fermi collaboration. The First Fermi Large Area Telescope Catalog of Gamma-ray Pulsars // The Astrophysical Journal. — IOP Publishing, 2010. — Vol. 187 (25 March). — P. 460—494. — arXiv:0910.1608. — Bibcode:2010ApJS..187..460A. — DOI:10.1088/0067-0049/187/2/460.
- Fermi collaboration. The Second Fermi Large Area Telescope Catalog of Gamma-Ray Pulsars // The Astrophysical Journal. — IOP Publishing, 2013. — Vol. 208 (25 March). — P. 17. — arXiv:1305.4385. — Bibcode:2013ApJS..208…17A. — DOI:10.1088/0067-0049/208/2/17.